# PHC Zebras
El Pembroke Hamilton Club Zebras es un equipo de fútbol de Bermudas que juega en la Liga Premier de Bermudas, la liga de fútbol más importante del país.

## Historia
Fue fundado en el año 1950 en Warwick con el nombre Penbroke Hamilton Club, aunque la institución existe desde 1876. En 1960, se fusionó con el Key West Rangers para crear al PHC Zebras, nombre que tienen actualmente. Es uno de los equipos más exitosos de Bermudas.
A nivel internacional ha participado en 6 torneos continentales, donde su mejor participación ha sido en la Copa de Campeones de la Concacaf del año 1986, en la que avanzó hasta las Semifinales.

## Palmarés
- Liga Premier de Bermudas: 13

1971, 1977, 1985, 1986, 1989, 1990, 1992 (como PHC)
2000, 2008, 2018, 2019, 2023, 2024 (como PHC Zebras)
- FA Cup: 11

1957, 1960, 1961, 1962, 1967, 1971, 1975, 1980, 1992, 2008, 2016
- - Finalista: 8

1972, 1973, 1978, 1982, 1985, 1987, 1989, 1991
- - Primera División de Bermudas: 2

1999, 2004

## Participación en competiciones de la Concacaf
- Copa de Campeones de la Concacaf: 6 apariciones

| 1971 - Primera ronda 1980 - Primera ronda | 1985 - Primera ronda 1986 - Semifinales | 1991 - Cuartos de final 1992 - Ronda clasificatoria |

## Jugadores destacados
- Dwayne Leverock
- Kyle Lightbourne
- Thomas Ken